# Diaea velata
Diaea velata är en spindelart som beskrevs av Ludwig Carl Christian Koch 1876. Diaea velata ingår i släktet Diaea och familjen krabbspindlar.
Artens utbredningsområde är Queensland. Inga underarter finns listade i Catalogue of Life.